# Oberthueria rutilans
Oberthueria rutilans är en fjärilsart som beskrevs av Karl Grünberg 1911. Oberthueria rutilans ingår i släktet Oberthueria och familjen silkesspinnare. Inga underarter finns listade i Catalogue of Life.